# Рожковский, Дмитрий Александрович
Дмитрий Александрович Рожковский (1915—1991) — советский астрофизик; изобретатель. 

## Биография
Родился в октябре 1915 года в городе Тара Омской губернии.
В 1923 года семья переехала в Томск, где он окончив семь классов школы в 1931 году начал трудовую деятельность на спичечной фабрике «Сибирь». В 1932 году поступил в Томский электротехнический техникум, после окончания которого в 1936 году был направлен на работу в Новосибирское управление Томской железной дороги. В том же году он поступил на физико-математический факультет Томского государственного университета, который окончил в 1941 году по специальности «астрономия». После окончания университета в течение года работал на аэрогеодезическом предприятии в Новосибирске; затем был преподавателем физики и механики Семипалатинского Геолого-разведочного техникума.
В 1946 году поступил в очную аспирантуру при институте астрономии и физики (АФИ) Казахстанского филиала АН СССР в Алма-Ате, затем перешел в заочную аспирантуру и работал в должности младшего научного сотрудника. В 1950 году защитил кандидатскую диссертацию на тему: «Фотографическая фотометрия избранных участков Млечного Пути». Оригинальная методика позволила учесть все составляющие свечения ночного неба и определить абсолютные яркости трёх участков Млечного Пути, получить его изофоты, на основе которых были установлены структурные особенности Галактики.
С 1951 года руководил отделом астрофизики АФИ. Вместе с академиком В. Г. Фесенковым предпринял детальное исследование газово-пылевых галактических туманностей. В 1953 году впервые в СССР был издан «Атлас газово-пылевых туманностей», в котором были представлены репродукции нескольких десятков туманностей и их отдельных деталей. Под руководством Рожковского начал действовать «кометный патруль»; он был членом Всесоюзной комиссии по исследованию комет при Президиуме АН СССР.
В 1961 году защитил в Московском государственном университете докторскую диссертацию на тему: «Исследование газово-пылевых туманностей на основе фотографических наблюдений со светосильным телескопом Максутова», где приведены результаты физических характеристик газово-пылевых туманностей, детально изложены особенности фотометрических работ на телескопе. В 1968 году был опубликован каталог фотометрических характеристик 120 отражательных туманностей. В этом же году ему было присвоено звание профессора
Д. А. Рожковский принимал активное участие в наблюдениях искусственных спутников Земли и ракет. Им была разработана оригинальная методика наблюдений — применение колеблющейся пластинки, что позволяло с очень большой точностью увязывать искомые координаты с моментами времени наблюдений. Он также разработал много оригинальных приспособлений к телескопу Максутова и ряд лабораторных приборов; им были получены десять удостоверений на рационализаторские предложения. В числе особо удачных; применение автоматического поляриграфа с микропроцессором, который давал возможность получать на одной фотопластинке одновременно три последовательных снимка комет и туманностей, что позволяло исключить изменение атмосферных условий; универсальный компаратор с использованием метода цветового контраста, разработанный Рожковским применялся при сравнении двух снимков небесных объектов для определения яркости подсчётов звезд и поиска переменных звёзд.
Им был опубликован большой обзор использования различных фотоматериалов в астрономической практике, в котором были приведены спектральные характеристики эмульсий, различные оптимальные рецепты проявления и методы гиперсенсибилизации. Рожковским был сконструирован прибор, позволявший быстро определять оптимальную экспозицию для конкретного сорта эмульсии с учетом яркости ночного неба. Для нескольких десятков эмульсий, наиболее употребляемых в астрофотографии, используя эту методику, были исследованы их возможности при фотографировании с различными светофильтрами.
По результатам исследований астроклимата в разных областях Казахстана, проведённым сотрудниками Рожковского, было выбрано место для установки двух телескопов – Ассы-Тургеньское высокогорное плато.
Д. А. Рожковский подготовил шесть кандидатов наук и неоднократно выступал оппонентом при защите кандидатских и докторских диссертаций на ученых советах обсерваторий СССР.
Был награждён орденом Трудового Красного Знамени, медалями, Почетными грамотами Верховного Совета Казахской ССР; ему присвоено звание Заслуженного деятеля науки Казахской ССР.
Умер 14 августа 1991 года в Алма-ате.
О Рожковском с благодарностью вспоминала С. И. Герасименко; его рекомендации способствовали открытию осенью 1969 года кометы, зарегистрированной как 67P/Чурюмова — Герасименко.
Именем Рожковского назван астероид № 3986, открытый 19 сентября 1985 года Н. С. Черных.